# Świętochłowice
Świętochłowice (uitspraak: [ɕfjɛntɔxwɔˈvit͡sɛ], ong. sjviëntochwovietse; Duits: Schwientochlowitz) is een stad in het Poolse woiwodschap Silezië. Het is een stadsdistrict. De oppervlakte bedraagt 13,22 km², het inwonertal 55.660 (2005).

## Verkeer en vervoer
- Station Świętochłowice

## Zustergemeente
Świętochłowice is een zustergemeente van Heiloo in Nederland.

## Geboren
- Teodor Peterek (1910 - 1969), voetballer

Stadsdistricten:
Bielsko-Biała ·
Bytom ·
Dąbrowa Górnicza ·
Gliwice ·
Jaworzno ·
Katowice ·
Jastrzębie Zdrój ·
Chorzów ·
Mysłowice ·
Piekary ·
Ruda Śląska ·
Rybnik ·
Siemianowice ·
Sosnowiec ·
Świętochłowice ·
Częstochowa ·
Tychy ·
Zabrze ·
Żory

Districten:
Będzin ·
Bielsko-Biała ·
Bieruń-Lędziny ·
Cieszyn ·
Częstochowa ·
Gliwice ·
Kłobuck ·
Lubliniec ·
Mikołów ·
Myszków ·
Pszczyna ·
Racibórz ·
Rybnik ·
Tarnowskie Góry ·
Wodzisław ·
Zawiercie ·
Żywiec